# Gijsbert Gerard Jacob Dommer
Gijsbert Gerard Jacob Dommer, heer van Poldersveldt, Langenhagen, de Herdingh en Ten Bulcke, (Aalst, 17 februari 1745 – Soestdijk, 27 oktober 1816) was een politicus uit de Zuidelijke Nederlanden.

## Familie
Dommer, lid van de familie Dommer van Poldersveldt, was een zoon van Johannes Franciscus Dommer, heer van Poldersveldt, Langenhagen en de Herdingh (1718-1760) en Maria Lucretia Agatha Theresia Raellen van ten Bulcke (1728-1779). Zijn vader werd op 20 december 1743 door keizerin Maria Theresia in de adelstand verheven. Dommer trouwde in 1786 in Amsterdam met zijn nicht Maria Elisabeth Dommer (1753-1797). Zij zijn grootouders van Tweede Kamerlid jhr. Gustaaf Eugenius Gijsbert Constant Karel Dommer van Poldersveldt.

## Loopbaan
Dommer studeerde aan de universiteit van Leuven. Hij werd pensionaris van het land van Aalst. Hij vestigde zich als koopman in Amsterdam, waar de familie Dommer oorspronkelijk vandaan kwam. In 1808 werd voor het departement Amstelland verkozen tot lid van het Wetgevend Lichaam (1808-1810). Hij was vervolgens lid van de municipale raad van Amsterdam (1810-1813).
Dommer overleed in 1816, op 71-jarige leeftijd.
- Biografisch Portaal: 06431903
- Digitale Bibliotheek voor de Nederlandse Letteren: domm007
- Parlement.com: vg09llukaxzi